# Bageriet, Skansen

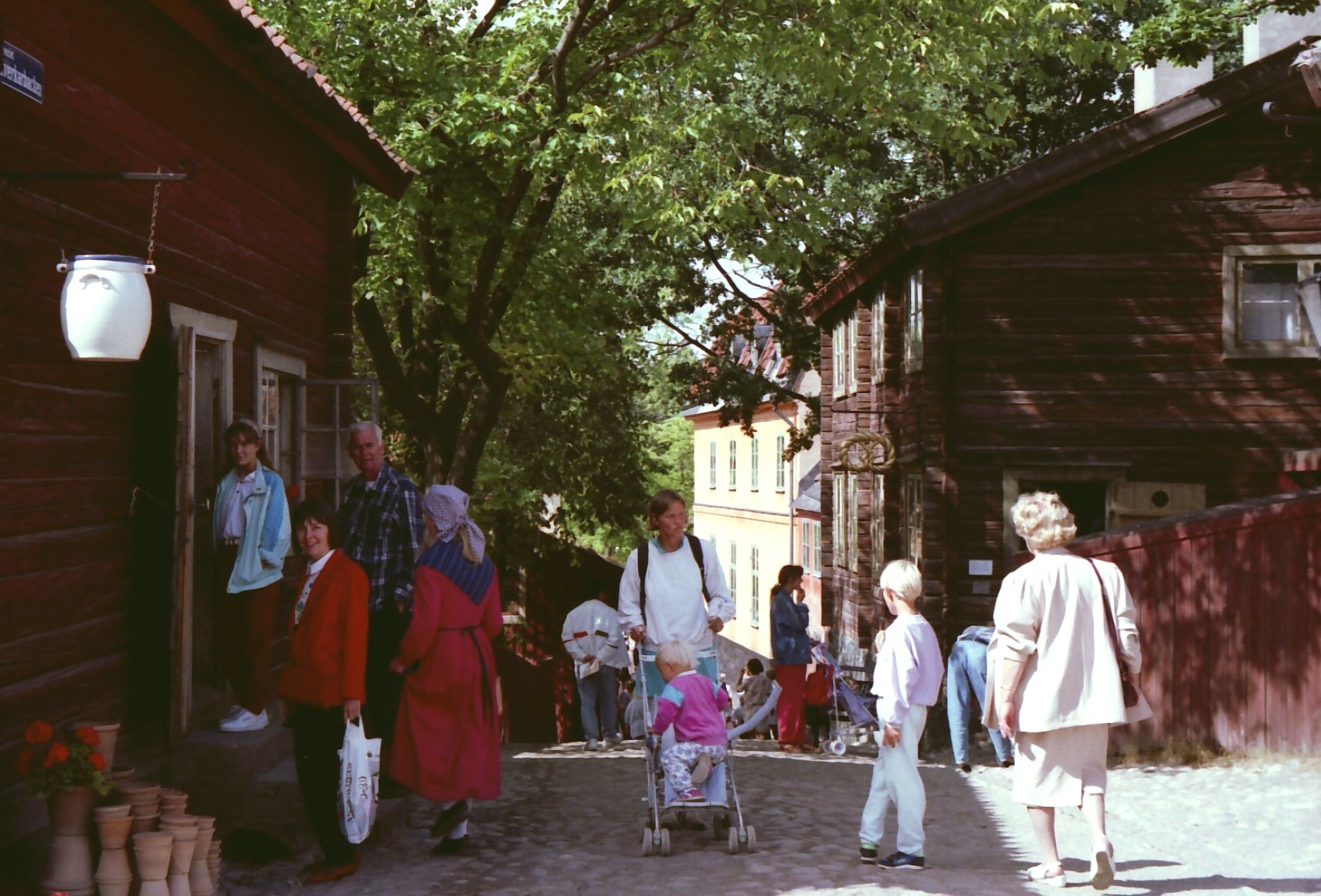
Skansens stadskvarter, t.h. syns bageriets byggnad med den förgyllda kringlan.

Bageriet är en kulturhistorisk byggnad på friluftsmuseet Skansen i Stockholm. 
Huset stod ursprungligen på Gotlandsgatan 52 på Södermalm, där det främst användes som bostadshus. År 1946 beslutade den dåvarande ägaren Stockholms stad att det skulle rivas. Huset flyttades till Skansen där det år 1948 återuppfördes och inreddes som bageri i stadskvarteret. Huset är en träbyggnad med fasader av oinklädda stockväggar och här visas ett bageri som det kunde se ut på 1870-talet. Utanför porten hänger en flaggskylt; den typiska förgyllda kringlan.
Innanför butiken ligger siktkammaren, där mjölet siktades och där man ställde nygräddat bröd att svalna. I nästa rum finns själva bageriet som domineras av bakbordet och den stora bakugnen, som är murad mitt i huset. När den museala bageriverksamheten pågår kan man köpa nybakat bröd. Det säljs olika typer av kaffebröd och matbröd som var vanliga förr och naturligtvis kringlor. 
Det är inte känt exakt när huset uppfördes på sin ursprungliga plats, men det är belagt att det fanns år 1723. När byggnaden hade monterats ned och flyttats till Skansen byggdes ett ålderdomshem på tomten.